# Quantentomographie
Die Quantentomographie ist ein Verfahren zur Rekonstruktion eines Quantenzustandes aus einer Reihe von Messungen. Sie ermöglicht die vollständige Vermessung des Quantenzustandes eines Objektes, z. B. seine Dichtematrix oder seine Ort- und Impulsverteilung.
Um den Zustand eindeutig identifizieren zu können, müssen die Messungen tomographisch vollständig sein. Nur wenn man genügend Messungen an Zustandskopien vornimmt, kann man den gesamten Zustandsvektor rekonstruieren. Auf diese Weise wird die Wigner-Funktion zur Darstellung eines Quantenzustandes bestimmt, deren Projektionen experimentell zugänglich sind.
Da aufgrund der Unschärferelation die Messung den Quantenzustand verändert, rekonstruiert die Quantentomographie den wahrscheinlichen Zustand vor der Messung.

Das Prinzip
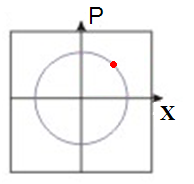
1. Ein Zustand
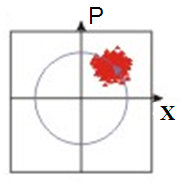
2. Viele Messungen an Zustandskopien
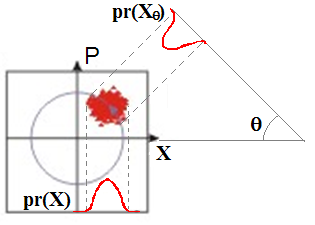
3. Rekonstruktion des Gesamtzustandes vor der Messung

## Anwendung
Die Quantentomographie spielt eine entscheidende Rolle, wenn man Quantenzustände maßgeschneidert generieren und manipulieren möchte. Das ist beispielsweise in der Quanteninformatik und in der Technik der Quantencomputer erforderlich.